# أدمونتيت
الأدمونتايت عبارة عن معدن بورات المغنسيوم صيغته MgB6O10·7H2O. وسمّي باسم أدمونت "Admont"، أستراليا. تصنيفه على مقياس موس يتراوح من 2-3.